# Ferran Puigvert i Casamitjana
Ferran Puigvert i Casamitjana (Barcelona 1918-1984) fou un pilotari i dirigent esportiu català.
Els primers esports que va practicar van ser la gimnàstica i el futbol en edat escolar, però ben aviat va començar a jugar a cesta punta en el Club Vasconia i va ser dues vegades campió de Catalunya. En l'àmbit directiu, el seu primer càrrec va ser el de president del Club Vasconia, l'entitat degana de la cesta punta a Catalunya, que va presidir entre 1956 i 1960, els mateixos anys en què va ser president de la Federació Catalana de Patinatge. El 1963 va ser nomenat vicepresident de la junta directiva de la Federació Catalana de Pilota presidida per Joan Vilà Reyes, el qual va substituir en el càrrec el 20 de desembre de 1967. Un any després, va ser nomenat seleccionador espanyol de cesta punta i el gener de 1970 va deixar la presidència de la Catalana en ser l'escollit per les autoritats espanyoles per dirigir la Federació Espanyola, càrrec en el qual va mantenir-se fins al mes de desembre de 1976. Posteriorment, va intentar tornar a la Federació Catalana de Pilota l'any 1978, però va perdre les eleccions enfront d'Agustí Carbonell.